# Valdemar Bøggild
Valdemar Jensen Bøggild (født 30. september 1883 i Ringe, død 2. juli 1943 smst.) var en dansk gymnast, som deltog i OL 1912 i Stockholm.
Bøggild deltog på det danske hold i svensk system ved OL 1912, hvor blot tre hold stillede op på Stockholms Stadion. Holdene kunne bestå af 16-40 gymnaster, og det svenske hold vandt klart med 937,46 point foran Danmark med 898,84 point, mens Norge blev nummer tre med 857,21 point.